# Brezje pri Lekmarju
Brezje pri Lekmarju je naselje v Občini Šmarje pri Jelšah.